# Zita van de Walle
Zita van de Walle (8 de febrero de 1973) es una deportista australiana que compitió en remo. Ganó una medalla de oro en el Campeonato Mundial de Remo de 2002, en la prueba de cuatro scull ligero.

## Palmarés internacional
| Campeonato Mundial | Campeonato Mundial | Campeonato Mundial | Campeonato Mundial  |
| Año                | Lugar              | Medalla            | Prueba              |
| ------------------ | ------------------ | ------------------ | ------------------- |
| 2002               | Sevilla (España)   | Medalla de oro     | Cuatro scull ligero |